# Gorsachius goisagi
La nitticora giapponese (Gorsachius goisagi (Temminck, 1836)) è un uccello della famiglia degli Ardeidi.

## Descrizione
Gorsachius goisagi è lunga circa 50 cm e ha una apertura alare di 87 cm.
Il piumaggio è prevalentemente bruno, simile a quello della nitticora della Malesia (G. melanolophus), da cui si differenzia per l'assenza della cresta nera, tipica di quest'ultima.

## Biologia
Si nutre prevalentemente di granchi e altri crostacei e anche di insetti e molluschi.

## Distribuzione e habitat
La specie nidifica prevalentemente in Giappone, ma sono stati riportati casi di nidificazione anche a Taiwan (dove è presente come specie di passo) e sull'isola di  Jeju (Corea del Sud). Il principale sito di svernamento è rappresentato dalle Filippine ed è segnalata come specie di passo anche nelle aree costiere della Cina e a Hong Kong. Occasionalmente si spinge sino all'Indonesia.

## Conservazione
La IUCN Red List classifica Gorsachius goisagi come specie in pericolo di estinzione (Endangered).